# Doplňovací volby do Senátu Parlamentu České republiky 2018
Doplňovací volby do Senátu Parlamentu České republiky se v roce 2018 konaly dvakrát. První volby proběhly v lednu ve volebním obvodu č. 39 – Trutnov, druhé volby proběhly v květnu ve volebním obvodu č. 78 – Zlín.

## Senátní obvod č. 39 – Trutnov

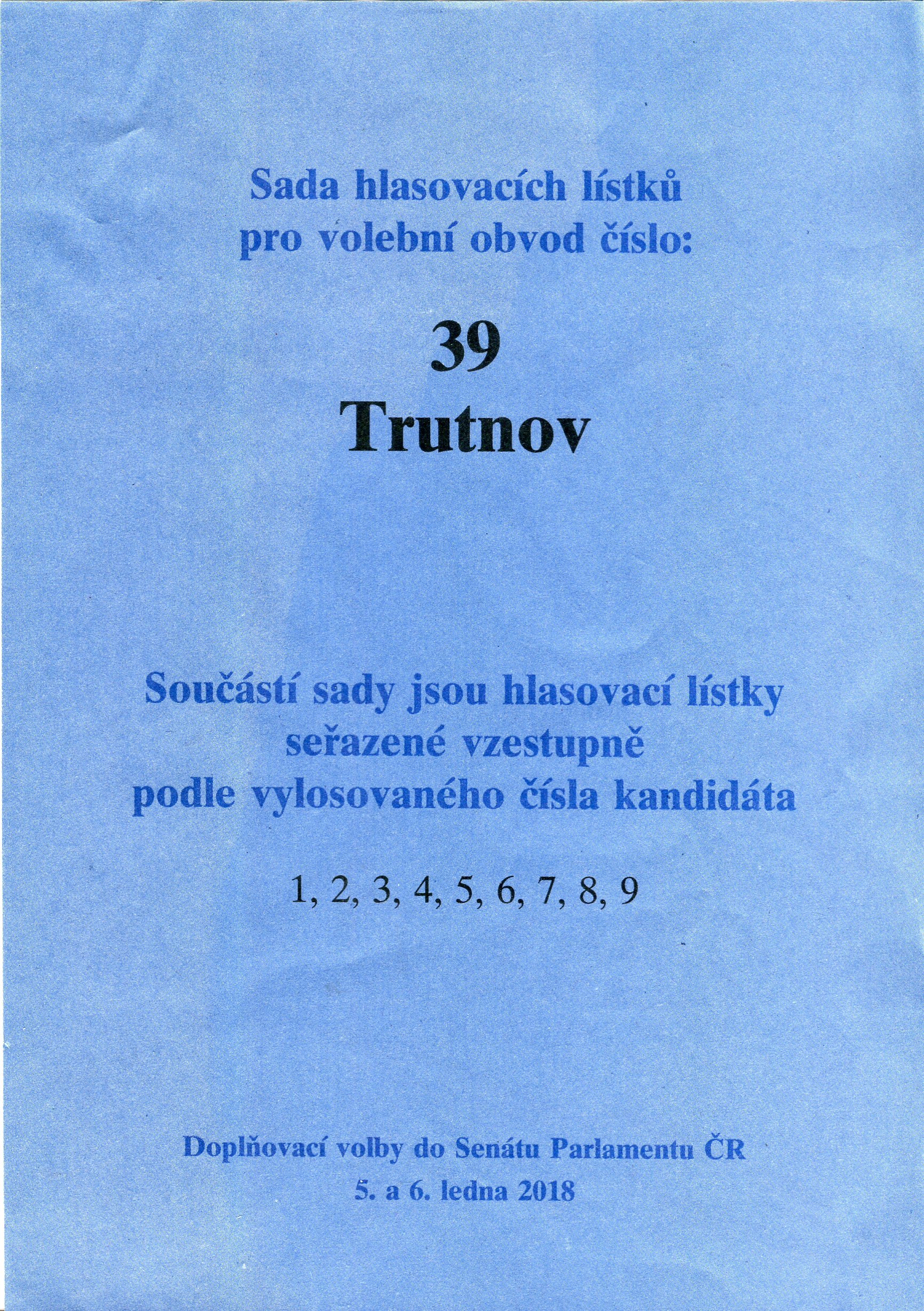
Úvodní list sady hlasovacích lístků pro doplňovací volby ve volebním obvod č. 39

Volby v senátním obvodu č. 39 – Trutnov se konaly z důvodu zvolení senátora Jiřího Hlavatého (nestr. za ANO) v říjnu 2017 ve sněmovních volbách poslancem Poslanecké sněmovny Parlamentu České republiky. Hlavatý byl do Senátu zvolen ve volbách v roce 2014 a jeho mandát trval do roku 2020. První kolo doplňovacích voleb proběhlo 5. a 6. ledna 2018, druhé kolo následně 12. a 13. ledna 2018. Novým senátorem byl ve druhém kole voleb zvolen Jan Sobotka, nestraník za STAN. Zatímco volební účast činila v prvním kole 22,90 %, ve druhém kole byla extrémně vysoká (59,43 %), neboť ve témže termínu probíhalo první kolo prezidentské volby. Ve druhém kole doplňovacích senátních voleb byl rovněž neobvykle vysoký počet neplatných hlasů (28,22 %) z důvodu místní úpravy pravidel současně probíhající volby prezidenta a senátora.

### Kandidáti a výsledky
Jiří Hlavatý kandidoval v říjnu 2017, tedy v době svého senátorského působení, do Poslanecké sněmovny a díky preferenčním hlasům byl z osmnáctého místa zvolen, čímž mu dle Ústavy automaticky zanikl senátorský mandát. Dle svých slov ale nebyl obeznámen s ústavními zvyklostmi a navzdory kandidatuře do Sněmovny nechtěl být poslancem. Na poslanecký mandát rezignoval měsíc po volbách. Když na uprázdněné místo senátora v obvodu č. 39 vyhlásil prezident Miloš Zeman doplňovací volby, ihned oznámil, že bude kandidovat znovu. Proti němu se postavilo osm kandidátů, mezi nimi např. starosta Vrchlabí Jan Sobotka (STAN s podporou TOP 09, KDU-ČSL a ODS), místostarosta Úpice nominovaný ČSSD Karel Šklíba, Luďka Tomešová za SPD, Iva Řezníčková (KSČM s přímou podporou SPO) a Klára Sovová za Nezávislou iniciativu.
Volební výsledky:
| Kandidát | Kandidát               | Volební strana | Navrhující strana | Politická příslušnost | Počet hlasů (1. kolo) | %     | Počet hlasů (2. kolo) | %     |
| -------- | ---------------------- | -------------- | ----------------- | --------------------- | --------------------- | ----- | --------------------- | ----- |
|          | Ing. Jan Sobotka       | STAN           | STAN              | BEZPP                 | 7 615                 | 33,51 | 30 331                | 67,11 |
|          | Ing. Jiří Hlavatý      | ANO            | ANO               | BEZPP                 | 5 728                 | 25,21 | 14 859                | 32,88 |
|          | Mgr. Klára Sovová      | NEI            | NEI               | NEI                   | 2 700                 | 11,88 | —                     | —     |
|          | Mgr. Jaroslav Dvorský  | Piráti         | Piráti            | BEZPP                 | 2 406                 | 10,59 | —                     | —     |
|          | Iva Řezníčková         | KSČM           | KSČM              | BEZPP                 | 1 612                 | 7,09  | —                     | —     |
|          | Karel Šklíba           | ČSSD           | ČSSD              | ČSSD                  | 1 294                 | 5,69  | —                     | —     |
|          | Luďka Tomešová         | SPD            | SPD               | SPD                   | 759                   | 3,34  | —                     | —     |
|          | Blanka Horáková        | APB            | APB               | APB                   | 455                   | 2,00  | —                     | —     |
|          | PhDr. Terezie Holovská | NK             | NK                | BEZPP                 | 149                   | 0,65  | —                     | —     |

## Senátní obvod č. 78 – Zlín
Volby v senátním obvodu č. 78 – Zlín se konaly z důvodu rezignace senátora Františka Čuby (SPO) v únoru 2018 na svůj mandát. Čuba byl do Senátu zvolen ve volbách v roce 2014 a jeho mandát trval do roku 2020. První kolo doplňovacích voleb proběhlo 18. a 19. května 2018, druhé kolo následně 25. a 26. května 2018. Novým senátorem byl ve druhém kole voleb zvolen Tomáš Goláň, nestraník za SEN 21. Volební účast v prvním kole činila 15,95 %, ve druhém kole 10,40 %.

### Kandidáti a výsledky
Volební výsledky:
| Kandidát | Kandidát                              | Volební strana | Navrhující strana | Politická příslušnost | Počet hlasů (1. kolo) | %     | Počet hlasů (2. kolo) | %     |
| -------- | ------------------------------------- | -------------- | ----------------- | --------------------- | --------------------- | ----- | --------------------- | ----- |
|          | Ing. Tomáš Goláň                      | SEN 21         | SEN 21            | BEZPP                 | 3 234                 | 18,99 | 5 991                 | 53,78 |
|          | Michaela Blahová                      | KDU-ČSL        | KDU-ČSL           | KDU-ČSL               | 4 118                 | 24,18 | 5 148                 | 46,21 |
|          | MUDr. Miroslav Adámek                 | STAN           | STAN              | BEZPP                 | 2 786                 | 16,36 | —                     | —     |
|          | doc. MUDr. Michal Filip, Ph.D.        | ANO            | ANO               | BEZPP                 | 2 211                 | 12,98 | —                     | —     |
|          | Aleš Fuksa                            | Piráti         | Piráti            | BEZPP                 | 1 559                 | 9,15  | —                     | —     |
|          | MUDr. Radim Jünger                    | ČSSD           | ČSSD              | BEZPP                 | 1 270                 | 7,45  | —                     | —     |
|          | Radomír Rafaja                        | KSČM           | KSČM              | KSČM                  | 896                   | 5,26  | —                     | —     |
|          | MUDr. Lubomír Nečas                   | SPO            | SPO               | SPO                   | 697                   | 4,09  | —                     | —     |
|          | JUDr. Ing. Karel Nedbálek, Ph.D., MBA | ČS             | ČS                | ČS                    | 254                   | 1,49  | —                     | —     |